# Trachusa gummifera
Trachusa gummifera là một loài Hymenoptera trong họ Megachilidae. Loài này được Thorp mô tả khoa học năm 1963.